# 切奇塔湖

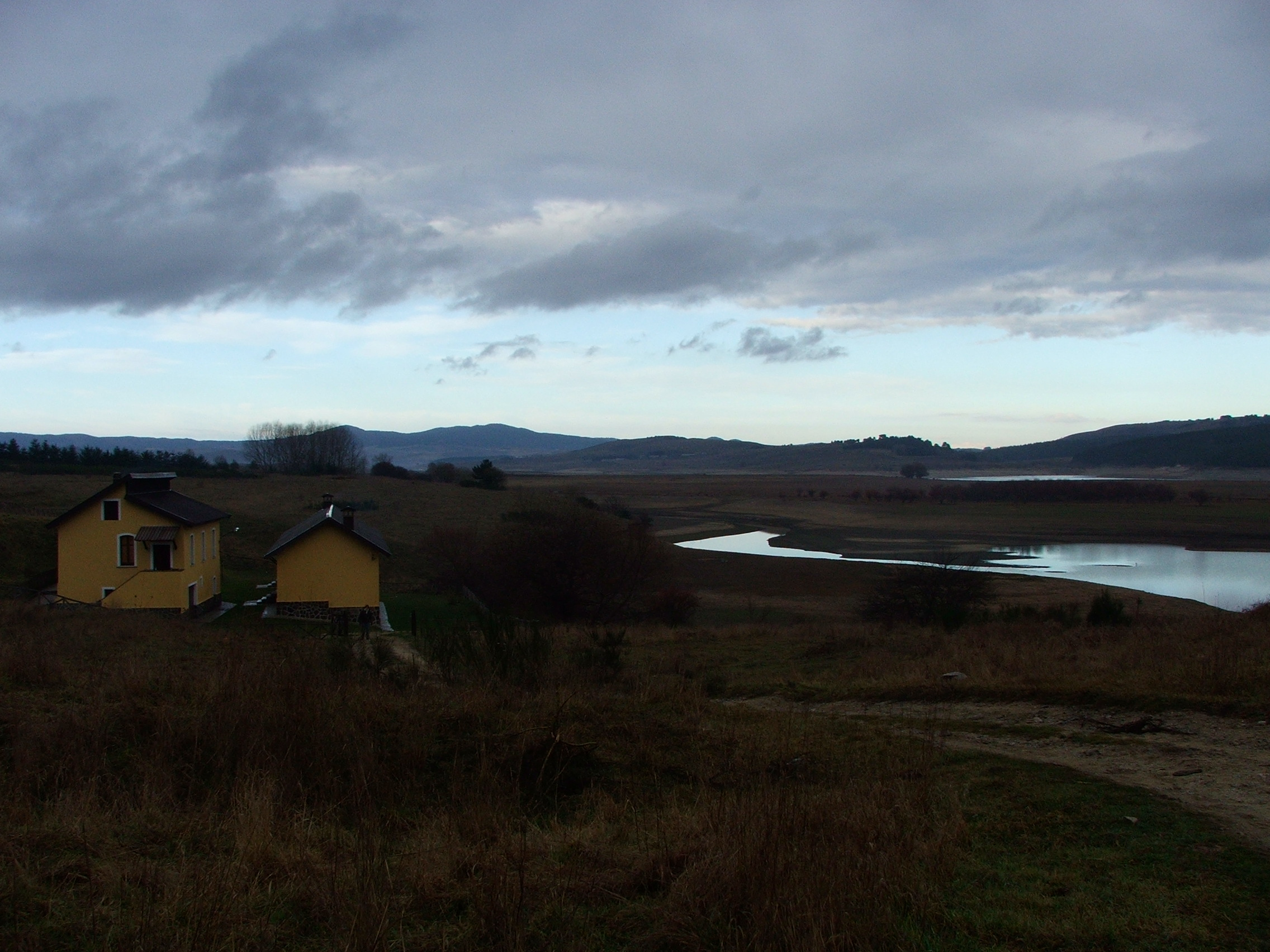

切奇塔湖是意大利的湖泊，由科森扎省負責管轄，長7.5公里，面積12.6平方公里，海拔高度1,143米，集水區面積154.5平方公里，蓄水量1.08億立方米。
39°22′59″N 16°31′12″E / 39.383°N 16.52°E